# Karl Ditlev Rygh
Karl Ditlev Rygh, född  den 7 juni 1839 på fädernegården Haug i Værdalen, död den 10 mars 1915 i Trondhjem, var en norsk arkeolog och politiker, bror till Oluf och Evald Rygh.
Rygh tog filologisk ämbetsexamen 1863, blev adjunkt vid Trondhjems latinläroverk 1865, var overlærer där 1887–1899 och tog sistnämnda år avsked. År 1870 utnämndes han till föreståndare för fornsakssamlingen i Trondhjem, som då omfattade blott omkring 600 nummer, och lyckades genom outtröttlig  och målmedveten samlarflit "grundlägga ett museum, som nu står i allra första ledet av norska samlingar och är en källa av ovärderlig betydelse för hela den nordiska arkeologin, på samma gång som fyndmaterialet gjorts tillgängligt i mönstergilla källpublikationer av Rygh." 
Dessa redogörelser föreligger i Aarsberetning fra Foreningen til norske Fortidsmindesmærkers Bevaring (1869 ff.), i nyss nämnda vetenskapliga samfunds "Skrifter" (1873 ff.) samt i "Oldtiden" 1912–1914. Av hans monografier kan nämnas Faste fornlevninger og oldsagfund i Trondhjemsamtene (1878–1879), totalöversikten Trøndelagen i forhistorisk tid (i "Festskrift", 1897) och sammanfattningen Flintpladsene paa Trøndelagens kyst (i "Oldtiden", 1912). Dessutom redigerade och utgav han sin bror Oluf Ryghs efterlämnade verk. Rygh var ledamot av Trondhjems stadsfullmäktige 1878–1900 och representerade staden i stortinget 1886–1894 samt var flitigt verksam som föreläsare och tidningsman på den konservativa sidan.